# آلان سابروسكي
آلان سابروسكي متقاعد ضابط البحرية والمدير السابق للدراسات بمعهد الدراسات الاستراتيجية لجيش كلية الحرب في الولايات المتحدة الأمريكية حيث كان يشغل منصب ودوغلاس ماك آرثر رئيس البحوث. حصل على جائزة الخدمة المدنية العليا في عام 1998. قام بالتدريس في أكاديمية الولايات المتحدة العسكرية في ويست بوينت؛ جامعة جورج تاون؛ جامعة بنسلفانيا؛ وكلية الدراسات الدولية المتقدمة بجامعة جونز هوبكنز. ركزت منشوراته بشكل أساسي على أنظمة التحالف والنقابات في الجيش الأمريكي. شارك أيضًا في تأليف كتاب بعنوان " أسرى الحرب ؟: الدول القومية في العصر الحديث.

## خلفية
حصل على درجة الماجستير في التاريخ ودكتوراه في العلوم السياسية من جامعة ميشيغان. كان يعمل في معهد أبحاث السياسة الخارجية لمعظم السبعينيات وعُين مديراً لمؤسسة FPRI في عام 1981، تاركًا بعد عام واحد عندما كان المعهد مثقلًا بالديون. قام بالتدريس في الجامعة الكاثوليكية وجامعة جورج تاون.

## نظرية التحالف
أظهر عمل سابروسكي حول نظرية التحالف أن الصراع يتصاعد عندما تتدخل قوة كبرى في حرب بين دولة صغيرة ودولة كبرى أخرى. حدد سابروسكي ثلاثة أنواع من النزاعات في هذا التحليل: «الحروب المحلية» بين المتحاربين الأصليين، «الحروب الموسعة» التي تشمل عدة محاربين، والحروب الموسعة التي تشمل قوة رئيسية على جانبي النزاع.

## الاتحاد العسكري
في كتاب «الجنود ذوي الياقات الزرقاء: النقابات والجيش الأمريكي سابروسكي»، الذي قام بتحرير المجلد، ينص على أن «النقابات العسكرية تمثل ببساطة خطرًا كبيرًا على الديمقراطية السياسية»، مضيفًا أنه «من غير الحكمة أن نتوقع من النقابات ألا تتصرف مثل النقابات على المدى الطويل، وبذلك نثير التساؤل حول أساس أمننا القومي».

## جدال
ينتقد سابروسكي أولئك الذين يخدمون في الجيش الإسرائيلي، ولكن ليس في القوات المسلحة الأمريكية. وصف دانييل فليش، أحد جنود المظليين السابقين في الجيش الإسرائيلي، سابروسكي بمنظور المؤامرة وانتقده لكتابته «غالبية كبيرة من اليهود الأمريكيين ... تتبنى شكلاً من أشكال الأزواج السياسي يسمى الولاء المزدوج».